# Anthyllis polyphylloides
Anthyllis polyphylloides är en ärtväxtart som beskrevs av Sergei Vasilievich Juzepczuk. Anthyllis polyphylloides ingår i släktet getväpplingar, och familjen ärtväxter. Inga underarter finns listade i Catalogue of Life.